# Antonio Bravo García
Antonio Bravo García (Málaga, 24 de diciembre de 1944- ) es catedrático de filología griega de la Universidad Complutense de Madrid.
Desde los años 1980, es uno de los principales impulsores de los estudios bizantinos en España, continuando la labor pionera realizada por investigadores como Sebastián Cirac Estopañán (1903-1970) o Manuel Fernández-Galiano (1918-1988).

## Reseña biográfica

### Comienzos
En 1963 comenzó sus estudios de Filología Clásica en la llamada Universidad Central en Madrid (oficialmente Complutense desde 1970), especialidad que no existía en Andalucía por aquel entonces (se introdujo en Sevilla y en Granada poco después, en los años 1966-1967) y sólo se impartía en Salamanca y Barcelona, además de en Madrid, por lo que eran muchos los andaluces que acudían a la capital para cursar estos estudios. En aquellos tiempos Historia Antigua estaba dentro de la carrera de Clásicas (la división académica de las disciplinas fue posterior), por lo que Bravo, con una visión amplia de la Antigüedad (inicialmente había querido estudiar filosofía) escogió como director de su memoria de licenciatura a Santiago Montero Díaz, que se acababa de reintegrar a su cátedra en marzo de 1967. 
Defendió su tesis doctoral en 1972, bajo la dirección del profesor José S. Lasso de la Vega, sobre El tema paz-guerra en la literatura griega no cristiana de la Época Imperial (siglos I-II). En 1975, después de haber pasado por distintas plazas siempre en el ámbito de la Filología Griega, obtuvo el puesto de profesor agregado por oposición. Poco después sería nombrado catedrático, puesto que ocupa en la actualidad.

### Bizantinística
A pesar de que muchos helenistas, como Lasso de la Vega o Luis Gil, transitaron con éxito notable por los caminos de la tradición clásica y el humanismo españoles, apenas hubo quienes dirigieran su atención al periodo bizantino más allá del periodo justinianeo o de los emigrantes griegos del periodo final (siglos XV-XVI), muchos de ellos activos como copistas e intelectuales en tierras españolas. En este panorama la excepción fue Manuel Fernández-Galiano (1918-1988), el primer presidente del Comité Español de Bizantinística (miembro de la Association Internationale des Études Byzantines) y catedrático de Filología Griega, desde 1970, en la recién creada Universidad Autónoma de Madrid, de la que llegaría a ser vicerrector. Bajo su inspiración, un grupo de estudiosos organizarían en 1981 en Madrid, a la sombra de la Asociación Cultural Hispano-helénica (ACHH), las primeras Jornadas de Bizancio, de las que pronto surgiría, al año siguiente, el primer número de Erytheia. Revista de estudios bizantinos y neogriegos, decana de las publicaciones de Bizantinística en España, de la que Antonio Bravo fue un intenso colaborador.
El profesor Bravo se dedicó al estudio de Bizancio en su periodo central y produjo desde comienzos de los ochenta un gran número de publicaciones en las que demostró un conocimiento de primera mano de la literatura bizantina. También realizó con frecuencia viajes y estancias en centros académicos del extranjero, en países como Grecia, Italia, Austria, Inglaterra y Francia para consultar in situ sus bibliotecas y archivos. Desde España contribuyó a difundir estos estudios, formó en el Departamento de Filología Clásica de la Complutense una gran biblioteca de textos y monografías sobre Bizancio gracias a los proyectos de investigación que coordinó y, finalmente, abrió el mundo de la bizantinística europea a sus alumnos españoles con sus cursos de Diplomática bizantina y de Introducción a Bizancio. 
De entre sus obras destacan dos libros publicados en 1997: 
- El Imperio bizantino. Historia y Civilización. Coordenadas bibliográficas (Ediciones Clásicas), una introducción bibliográfica que sigue siendo válida por la visión que establece de Bizancio, que compartimenta en una serie de ámbitos de estudio.
- Bizancio. Perfiles de un Imperio (Akal) , una serie de estudios que evocan distintas facetas de la ideología, historia, ética y cultura bizantina, considerando de forma esencial su transmisión (entre la oralidad y la escritura) y su irradiación más allá de sus fronteras.

### Paleografía
Antonio Bravo García ha sido el primer español que enseñó Paleografía griega en la Universidad y ha formado a una generación de especialistas en el estudio de los manuscritos griegos de época bizantina y humanista, especialmente los conservados en España.
Son numerosas sus contribuciones pero pueden señalarse algunas panorámicas de conjunto como “La paleografía griega y los manuscritos de las bibliotecas españolas en los últimos años: acta atque agenda”, en Unidad y pluralidad en el mundo antiguo. Actas del VI Congreso español de Estudios Clásicos, vol. I, Ponencias, Madrid 1983, 203-225 y “La paleografía griega hoy” y “Una ojeada a la codicología griega”, ambos en Antonio Martínez Díez (ed.), Orientaciones metodológicas. Tomo colectivo no. 1. Actualización científica en Filología griega, Madrid 1984, 1-64 y 65-79 respectivamente. Obra de referencia es el volumen editado por Antonio Bravo García e Inmaculada Pérez Martín, con la asistencia de Juan Signes Codoñer, The Legacy of Bernard de Montfaucon: Three Hundred Years of Studies on Greek Handwriting, Turnhout 2010, que recoge las contribuciones realizadas en Madrid en el 2008 con ocasión del VIIe Colloque International de Paléographie Grecque, celebrado en España.

## Reconocimientos, proyectos de investigación, comités editoriales
Su labor ha obtenido el reconocimiento del número máximo de tramos de investigación (seis sexenios).
Ha sido el investigador principal de tres proyectos de investigación: 
- "Estudios paleográficos y diplomáticos en torno a los documentos griegos de época normanda conservados en la Fundación Duque de Medinaceli de Sevilla" (PR 83-3502-C02-0).
- “La historiografía bizantina” (BFF 2001-1251).
- “El patrimonio manuscrito griego y su puesta al día desde el punto de vista científico” (06/HSE/0252/2004).
- “El patrimonio manuscrito griego español. Una puesta al día” (HUM 2005-04930/FILO).

Ha sido miembro y después presidente del Comité Español de Estudios Bizantinos.
De 1992 a 2010 ha sido miembro del Comité internacional de Paleografía griega. 
Es socio fundador de la Sociedad Española de Bizantinística, heredera del Comité Español de Estudios Bizantinos. 
Ha sido miembro de los comités asesores y editoriales de la colección “Nueva Roma” del CSIC, de las revistas Tempus, Habis, Excerpta Philologica, Cuadernos de Filología Clásica (Estudios griegos e Indoeuropeos), Scripta.
Ha sido director del Departamento de Filología Griega de la UCM de 1986 a 1990.

## Dirección de tesis doctorales
- Inmaculada Pérez Martín (investigadora del CSIC), El Patriarca Gregorio de Chipre (ca. 1240-1290) y la Transmisión de los textos clásicos en Bizancio, Madrid CSIC 1996, 429 pp. y 32 láms. (tesis dirigida en colaboración con el Dr. D. Pedro Bádenas de la Peña, Profesor de Investigación en el CSIC, Madrid).
- Juan Signes Codoñer (catedrático de la Universidad Complutense de Madrid), El periodo del segundo Iconoclasmo en Teophanes Continuatus. Análisis y comentario de los tres primeros libros de la Crónica, Ámsterdam, A. M. Hakkert 1995, 773 pp. [Premio Extraordinario].
- Francisco Javier Ortolá Salas (profesor titular de la Universidad de Cádiz), Florio y Platzia Flora. Una novela bizantina de época paleóloga (Nueva Roma 6), Madrid CSIC 1998 [Premio Extraordinario].
- Francisco María Fernández Jiménez (profesor del Instituto Teológico “San Ildefonso” de Toledo), El humanismo bizantino en San Simeón el nuevo teólogo: la renovación de la mística bizantina (Nueva Roma 8), Madrid CSIC 1999.

## Publicaciones

### La magia
Especialmente sus dos panorámicas: “La magia bizantina. Una ojeada de conjunto”, en A. Pérez Jiménez y G. Cruz Andreotti (eds.), Daímon Páredros: Magos y prácticas mágicas en el mundo mediterráneo (Mediterránea 9), Madrid-Málaga 2002, 221-244; y “Ἡ μαγικὴ κακοτεχνία. Materiales para una historia de la magia y la demonología bizantinas”, MHNH 2 (2002) 5-70.

### El mundo de los sueños y su base aristotélica
“La interpretación de los sueños en Bizancio”, Erytheia 5 (1984) 63-82; “La interpretación de los sueños: Onirocrítica griega y análisis freudiano”, en M. I. Publio Rodríguez Alfageme y A. Bravo García (eds.), Tradición clásica y siglo XX, Madrid 1986, 124-141; “Fisiología y filosofía en Aristóteles: el problema de los sueños”, Revista del Colegio Universitario de Ciudad Real (Cuaderno de Filología) 4 (1985) 15-65; “Los Parva naturalia en el Aristotelismo español: Alonso de Freylas y sus opiniones sobre la adivinación por medio de los sueños”, en Los humanistas españoles y el humanismo europeo (Simposio de la Universidad de Murcia, 1985), Murcia 1990, 51-77; “Sueño, ensueños y demonios en Evagrio Póntico”, en Arqueólogos, historiadores y filólogos. Homenaje a Fernando Gascó (Kolaios 4 [1995]) 457-47; “Sueño y ensueño en la literatura ascético-mística del s. IV: Evagrio Póntico”, en M. Morfakidis y M. Alganza Roldán (eds.), La religión en el mundo griego. De la Antigüedad a la Grecia moderna, Granada 1997, 183-193; “Sueños y visiones entre los cristianos bizantinos”, en R. Teja (coord.), Sueños, ensueños y visiones en la Antigüedad pagana y cristiana (Codex Aqvilarensis 18), Aguilar de Campoo 2002, 115-144.

### El ascetismo y la ortodoxia bizantinos
“El monte Atos, faro de la Ortodoxia. Aspectos de la religiosidad oriental”, Erytheia 10 (1989) 223-263; “In circuitu impii ambulant. Sobre las concepciones del tiempo en la religión, la historia y la herejía”, en F. J. Lomas y F. Devis (eds.), De Constantino a Carlomagno. Disidentes, Heterodoxos, Marginales, Cádiz 1992, 13-55; “El héroe bizantino”, Cuadernos del CEMYR [Centro de Estudios Medievales y Renacentistas de la Universidad de La Laguna] 1 (1994) 101-142; “Aspectos del ascetismo tardo-antiguo y bizantino” en F. J. Gómez Espelosín (ed.), Lecciones de cultura clásica, Alcalá de Henares 1995, 261-307; “El diablo en el cuerpo: procesos psicológicos y demonología en la literatura ascética bizantina (ss. IV-VII)”, en El diablo en el monasterio. Actas del VIII Seminario sobre Historia del Monacato (1-4 de agosto de 1994) (Codex Aquilarensis 11), Aguilar de Campoo 1994, 33-68; “Bizancio y Occidente en el espejo de la confrontación religiosa”, en A. Pérez Jiménez y G. Cruz Andreotti (eds.), La religión como factor de integración y conflicto en el Mediterráneo (Mediterránea 2), Madrid 1996, 157-213; “Monjes y demonios: niveles sociológicos y psicológicos en su relación” en P. Bádenas de la Peña, A. Bravo García e I. Pérez Martín (eds.), Ἐπίγειος οὐρανός. El cielo en la tierra. Estudios sobre el monasterio bizantino (Nueva Roma 3), Madrid 1997, 67-99; “Ortodoxia y pensamiento moderno. Cuestiones de historia política, intelectual y religiosa en los Balcanes de los siglos XVII-XIX”, Revista de Filología Románica 14 (1997) 469-489; “Evagrio Póntico, Tractatus 17, ed. Guillaumont y los niveles de la interpretación del ayuno en el s. IV”, en J. A. López Férez (ed.), Desde los poemas homéricos hasta la poesía griega del siglo IV d. C. Veintiséis estudios filológicos, Madrid 1999, 471-484; “El diablo en Bizancio; metodología, orientaciones y resultados de su estudio”, en A. Pérez Jiménez y G. Cruz Andreotti (eds.), Seres intermedios. Ángeles, Demonios y Genios en el Mundo Mediterráneo (Mediterránea 7), Madrid 2000, 179-215.

### La filosofía de corte más clásico
- “Aristóteles en la España del s. XVI. Alcance y matices de su influencia”, Revista Española de Filosofía Medieval 4 (1997) 203-249;
- “De Pselo a Pletón: La filosofía bizantina entre tradición y originalidad”, en Ciencia y Cultura en la Edad Media. Actas VIII y IX, Fundación Canaria Orotava de Historia de la Ciencia, Canarias 2003, 253-292.

### La transmisión del saber desde la Antigüedad al Mundo Moderno
Este ámbito sin duda es una combinación de los dos anteriores vistos desde una perspectiva histórica e ilustra una buena parte de la producción del profesor Bravo. Es una producción variopinta que comprende artículos esenciales como “El Partenón y la Edad Media griega” en F. Rodríguez Adrados - J. Rodríguez Somolinos (eds.), El Partenón en los orígenes de Europa, Madrid 2003, 119-177, o ejercicios de microhistoria como “Un curioso episodio de la tradición clásica: Píndaro en Dostoievski” en I. García Pinilla y S. Talavera Cuesta (eds.), CHARISTERION. Francisco Martín García oblatum, Cuenca 2004, 61-80 que establece Bizancio como punto de unión entre el clásico griego y el novelista ruso. Pero en general su interés está centrado en la transmisión de textos (poéticos y filosóficos) el mundo de los viajeros o el trasiego de códices a Italia a finales del periodo bizantino. Los artículos más destacados de este ámbito han sido reeditados en su libro, Viajes por Bizancio y Occidente, recopilación de estudios editada por Antonio Guzmán Guerra, Inmaculada Pérez Martín y Juan Signes Codoñer, Madrid, Dykinson 2014.